# 小行星9543
小行星9543（9543 Nitra）是一颗围绕太阳公转的小行星。1983年12月4日，米蘭·安塔爾在马特劳山发现了此天体。
这颗小行星的绝对星等为115.6304433366583等。